# 大気電流発電
大気電流発電（たいきでんりゅうはつでん）とは、大気中に存在する雷にならない程度の比較的低圧の静電気を回収し電力として利用するものである。気電発電（きでんはつでん）ともいう。

## 概要
地上5m以上に設置した数十メートル程度の避雷針を用いて大気中の500V以下の低圧の静電気を電気二重層キャパシタに回収し電力として利用する。雷を引き起こす500V以上の静電気は地中に逃がすため落雷防止にも利用できるとされる。
2017年現在では研究段階である。

## 性能
金沢市における高さ65mの避雷針を用いた実験では、雷が多い冬期の1ヶ月間で105回の電流を計測し、その電気量は推定で一般家庭1ヶ月分の消費電力（340kWh）を賄える400kWh相当としている。